# Dekanat Bolesławiec Wschód
Dekanat Bolesławiec Wschód – jeden z 28 dekanatów w rzymskokatolickiej diecezji legnickiej.

## Parafie
W skład dekanatu wchodzi 12 parafii:
- Parafia Chrystusa Króla – Bolesławiec
- Parafia Świętych Cyryla i Metodego – Bolesławiec
- Parafia Wniebowzięcia Najświętszej Maryi Panny i św. Mikołaja – Bolesławiec
- Parafia Matki Bożej Częstochowskiej – Gromadka
- Parafia Najświętszego Zbawiciela – Kraśnik Dolny
- Parafia św. Jana Chrzciciela – Kruszyn
- Parafia Świętych Piotra i Pawła – Osła
- Parafia św. Michała Archanioła – Raciborowice Górne
- Parafia św. Jacka – Szczytnica
- Parafia św. Jadwigi – Tomaszów Bolesławiecki
- Parafia Narodzenia Najświętszej Maryi Panny – Warta Bolesławiecka
- Parafia św. Jana Nepomucena – Żeliszów